# Хидры (Кобринский район)
Хи́дры (бел. Хідры) — агрогородок в Кобринском районе Брестской области Белоруссии. Входит в состав Хидринского сельсовета.
По данным на 1 января 2016 года население составило 832 человека в 325 домохозяйствах.

## География
Агрогородок расположен в 10 км к югу от города и станции Кобрин, в 56 км к востоку от Бреста, у автодорог М12 Кобрин-Мокраны и Р127 Кобрин-Дивин.

## История
Населённый пункт известен с XVI века. В разное время население составляло:
- 1999 год: 284 хозяйства, 812 человек
- 2009 год: 755 человек
- 2016 год[2]: 325 хозяйств, 832 человека
- 2019 год[1]: 808 человек

## Экономика

### Сельское хозяйство
В Хидрах находятся центральная усадьба и производственная база  СПК "Восходящая заря", специализирующегося на мясо-молочном животноводстве, а также выращивании зерновых культур, картофеля и сахарной свёклы.

### Общественный транспорт
С автовокзалом Кобрина агрогородок Хидры связывают проходящие автобусные маршруты № 217 и № 219.

## Инфраструктура
В агрогородке расположены почтовое отделение, средняя школа, библиотека, Дом культуры, амбулатория, магазин..

## Культура
- Музей ГУО "Хидринская средняя школа"

## Спорт
В Хидрах имеются спортивно-оздоровительный комплекс с бассейном и детская и юношеская спортивная школа (ДЮСШОР).

## Достопримечательность
- Свято-Иоанно-Предтеченская церковь

## Известные уроженцы
- Юрий Алексеевич Ващук (ТЕО) - белорусский поп-исполнитель